# Italy First
Italy First era uma companhia aérea charter regional com sede em Rimini, na Itália. Operava serviços de táxi aéreo e ambulância aérea. Sua base principal é o Aeroporto de Miramare.

## História
A companhia aérea foi fundada em 1999 e era 100% da Gruppo Condor. Encerrou as operações em 2005.

## Frota

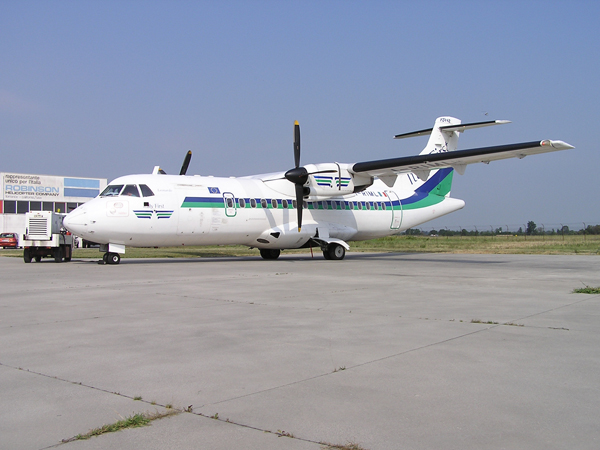
Um ATR 42-320 da Italy First

A frota da Italy First consistia nas seguintes aeronaves (Janeiro de 2005):
| Aeronaves  | Em Serviço | Ordens | Passageiros | Notas |
| ---------- | ---------- | ------ | ----------- | ----- |
| ATR 42-320 | 2          | –      | TBA         |       |
| Total      | 2          | 0      |             |       |